# Neustadt (Strasbourg)
Neustadt (njemački: „Novi grad”) je gradska četvrt Strasbourga, Francuska, izgrađena kao novo gradsko središte grada za vrijeme carske njemačke vladavine Elzas-Lotaringijom (1871. – 1918.). Neustadt je, uz staro središte grada - Grande Île, upisan na UNESCOv popis mjesta svjetske baštine u Europi 2017. godine jer je „temeljen na francuskom Haussmannovom urbanističkom modelu, ali s njemačkim arhitektonskim stilom građevina. Ovaj dvojni utjecaj je načinio urbani prostor jedinstven za Strasbourg gdje se perspektive nastale oko katedrale otvaraju u ujedinjen krajolik oko rijeka i kanala”.
God. 1871. ocijenjeno je kako je staro gradsko središte ima preuske i krive ulice, te nedovoljno trgova, zbog čega je zamišljen novi grad oko monumentalnih bulevara i širokih pravocrtnih ulica koje su smatrane modernima, zdravijima i lakšima za čuvanje. Primijenjeni su brojni arhitektonski historicistički stilovi koji su se često miješali na pojedinim građevinama. Koncem 19. stoljeća, uz novi materijal - armirani beton, javlja se i novi stil - secesija.
Neustadt ima brojne građevine koje su proglašene za spomenik kulture, od kojih su neke:
- Crkva sv. Pavla
- Palais du Rhin
- Gradski kolodvor Gare de Strasbourg
- Prefektura
- Hôtel Brion
- Place de la Republique
- Narodno kazalište Strasbourga (TNS)
- Secesijska 22, Rue du Général de Castelnau
- Nacionalna i sveučilišna knjižnica (BNU)
- L'hôtel des Postes
- Sveučilišna palača
- Boulevard de la Victoire
- Palais des Fêtes